# Jan Mioduchowski
Jan Mioduchowski (Wyszków, 14 febbraio 1910 – Burlingame, 29 novembre 1961) è stato un militare e aviatore polacco, insignito della Croce d'argento dell'Ordine Virtuti militari per essersi distinto nelle missioni di rifornimento aereo agli combattenti della rivolta di Varsavia, compiendo l'ultima missione sulla Capitale il 27 agosto 1944..

## Biografia
Nacque a Wyszków il 14 febbraio 1910, figlio di Regina e Józef Mioduchowski. Conseguì il brevetto di pilota preso la Scuola di aviazione di Dęblin. Dopo la sconfitta della Polonia nel corso della breve campagna del settembre 1939, in seguito all'appello lanciato dal generale Władysław Sikorski nel giugno 1940, si portò in Inghilterra. Gli inglesi apprezzarono le capacità dei polacchi e diedero loro il permesso di creare delle proprie unità aeree. I militari di queste unità prestarono giuramento di fedeltà alla Polonia, ma erano subordinati al comando della Royal Air Force. Lui e suo cugino Stanisław Mioduchowski divennero piloti del No. 1586 (Polish Special Duties) Flight del No. 301 Polish Bomber Squadron (in polacco: 301 Dywizjon Bombowy "Ziemi Pomorskiej"). Quando gli Alleati occuparono l'Italia meridionale, la squadriglia polacca per le operazioni speciali fu trasferita a Brindisi, vicino all'ex aeroporto militare. Il reparto disponeva, tra gli altri, di bombardieri Handley Page Halifax e Consolidated B-24 Liberator, il loro compito era trasferire agenti segreti e consegnare rifornimenti. Il 4 agosto 1944, lo squadron polacco ricevette il permesso di volare in Polonia, ma non direttamente sulla Capitale; i piloti si offrirono volontari per poter effettuare lanci aerei su Varsavia. Durante la rivolta di Varsavia egli compì il maggior numero di missioni per il lancio di rifornimenti agli insorti.  Il 27 agosto, il suo bombardiere pesante B-24 Liberator, dopo  aver percorso 1400 km sorvolando il Mare Adriatico, la Jugoslavia e Ungheria, effettuò regolarmente il lancio, ma venne colpito due volte dalla contaerea. Con due motori danneggiati, buchi nella fusoliera, e non potendo atterrare in territorio sovietico, l'aereo dovette rientrare a Brindisi. Durante il volo di ritorno si scoprì che il comando c dei motori dell'aereo era rimasto incastrato, w quindi non si poteva regolare la loro potenza. L'equipaggio riuscì a sorvolare il passo Dukla, ma i caccia tedeschi attaccarono sopra l'Ungheria.  Quando sorvolò Brindisi, si  scopri che il velivolo non poteva atterrare perché non poteva ridurre la potenza dei restanti due motori, che funzionavano ancora. Se fosse atterrato normalmente sulla pista, il B-24 avrebbe rullato per qualche chilometro finendo poi in mare. Allora il pilota decise di effettuare un atterraggio di emergenza vicino all'aeroporto, tra i cespugli. Dopo l'atterraggio, l'aereo si girò rimanendo pesantemente danneggiato. Nessuno degli otto membri dell'equipaggio è rimasto ferito. Questo fu l'ultimo volo degli equipaggi polacchi per aiutare i combattenti di Varsavia.
Per il coraggio e le eccezionali azioni di combattimento durante la seconda guerra mondiale e stato insignito della Croce d'argento dell'Ordine Virtuti militari.
Dopo la smobilitazione, emigrò negli Stati Uniti d'America e continuò a volare lì per qualche tempo. Morì il 29 novembre 1961 a Burlingame (California). Un anno dopo, le sue ceneri furono riportate in Polonia e sepolte nel cimitero di Wyszków.